# Saut en longueur féminin aux Jeux olympiques d'été de 1984
Pour un article plus général, voir Athlétisme aux Jeux olympiques d'été de 1984.
Navigation
Moscou 1980 Séoul 1988
L'épreuve du saut en longueur féminin aux Jeux olympiques de 1984 s'est déroulée les 8 et 9 août 1984 au Memorial Coliseum de Los Angeles, aux  États-Unis.  Elle est remportée par la Roumaine Anișoara Cușmir-Stanciu.

## Résultats

### Finale
| Rang               | Athlète              | Pays            | Marque | Essais | Essais | Essais | Essais | Essais | Essais |
| Rang               | Athlète              | Pays            | Marque | 1      | 2      | 3      | 4      | 5      | 6      |
| ------------------ | -------------------- | --------------- | ------ | ------ | ------ | ------ | ------ | ------ | ------ |
| Médaille d'or      | Anişoara Stanciu     | Roumanie        | 6.96 m | 6.80   | 6.68   | X      | 6.96   | 6.89   | X      |
| Médaille d'argent  | Valy Ionescu         | Roumanie        | 6.81 m | 6.59   | 6.67   | X      | 6.52   | 6.81   | X      |
| Médaille de bronze | Sue Hearnshaw        | Grande-Bretagne | 6.80 m | 6.80   | 6.75   | 6.55   | 6.67   | 6.74   | 6.64   |
| 4                  | Angela Thacker       | États-Unis      | 6.78 m | 6.32   | X      | 6.65   | 6.78   | X      | 6.70   |
| 5                  | Jackie Joyner-Kersee | États-Unis      | 6.77 m | X      | 6.72   | X      | 6.77   | X      | X      |
| 6                  | Robyn Lorraway       | Australie       | 6.67 m | X      | 6.67   | 6.43   | X      | 6.62   | 6.43   |
| 7                  | Glynis Nunn          | Australie       | 6.53 m | 6.45   | 6.37   | 6.39   | —      | 6.53   | 6.27   |
| 8                  | Shonel Ferguson      | Bahamas         | 6.44 m | 6.44   | 6.13   | X      | 6.41   | 6.20   | 6.31   |
| 9                  | Carol Lewis          | États-Unis      | 6.43 m | 6.21   | X      | 6.43   |        |        |        |
| 10                 | Dorothy Scott        | Jamaïque        | 6.40 m | 6.03   | 5.89   | 6.40   |        |        |        |
| 11                 | Linda Garden         | Australie       | 6.30 m | X      | 5.89   | 6.30   |        |        |        |
| 12                 | Snežana Dančetović   | Yougoslavie     | 5.88 m | 5.28   | 5.88   | 5.88   |        |        |        |

## Légende
Records et Performances
- AR : Record continental (area record)
- CR : Record des championnats (championship record)
- MR : Record du meeting (meet record)
- NR : Record national (national record)
- OR : Record olympique (olympic record)
- PR : Record paralympique (paralympic record)
- PB : Record personnel (personal best)
- SB : Meilleure performance personnelle de la saison (season's best)
- WL : Meilleure performance mondiale de l'année (world leader)
- WJR : Record du monde junior (world junior record)
- WR : Record du monde (world record)

Circonstances et Conditions
- DNF : N'a pas terminé (did not finish)
- DNS : N'a pas pris le départ (did not start)
- DQ : Disqualification (disqualification)
- NM : Aucun essai valable enregistré (No Mark)
- Q : Qualifié « directement » au prochain tour (ou à la prochaine compétition), lors d'une compétition majeure, grâce au classement ou à la réalisation des minima (automatic qualifier)
- q : Qualifié au prochain tour (ou à la prochaine compétition), lors d'une compétition majeure, grâce au repêchage ou à la réalisation de l'une des meilleures performances parmi celles des « non qualifiés directement » (grâce au meilleur temps ou à la meilleure distance par exemple) (secondary qualifier)